# Oxytropis itoana
Oxytropis itoana là một loài thực vật có hoa trong họ Đậu. Loài này được Tatew. miêu tả khoa học đầu tiên.